# 加佐拉
加佐拉（義大利語：Gazzola），是意大利皮亚琴察省的一个市镇。总面积44平方公里，人口2018人，人口密度45.9人/平方公里（2009年）。ISTAT代码为033022。